# Gapis
Gapis – wieś w Iranie, w ostanie Azerbejdżan Zachodni, w szahrestanie Mahabad. W 2006 roku liczyła 542 mieszkańców.